# Detk
Detk ist eine Gemeinde in Nordungarn im Gyöngyösi járás im Komitat Heves.

## Geografie

### Lage
Detk liegt am Südrand des Mátra-Gebirges am Fluss Bene, etwa 13 Kilometer ostsüdöstlich der Stadt Gyöngyös, rund 84 Kilometer ostnordöstlich der Hauptstadt Budapest. Es ist rundherum mit Ausnahme des Südens vom Braunkohletagebau Visonta umgeben. Im Südwesten grenzt Detk an den Ort Ludas, im Westen an das Südfeld des Braunkohletagebaus und im Norden an die ehemaligen Abraumhalden des Tagebauostfelds I sowie das Mátrai Erőmű. Östlich ist der Ort durch das Ostfeld II des Braunkohletagebaus begrenzt, der teilweise auf dem Gebiet Detks liegt. Der nächste östlich gelegene Ort ist das rund 11 Kilometer entfernte Kápolna. Im Süden und Südosten Detks liegen landwirtschaftlich genutzte Flächen.

### Geologie
Geologisch befindet sich Detk im westlichen Teil des östlichen ungarischen Braunkohlereviers, der Bükkalja, einem Teil der pannonischen Tiefebene. Die kohleführenden Schichten bei Detk sind vermutlich im Pliozän beziehungsweise womöglich teilweise im Miozän auf einer von einem Flussdelta durchzogenen Tiefebene entstanden. Sie bestehen aus grauem bis graublauem Tongestein mit Sandsteineinschiebungen, das mit einem bis zu 15 Meter starken linsenförmigen Kohleflöz durchzogen ist. Im Jahr 2006 waren noch etwa 308 Millionen Tonnen Braunkohle vorhanden, von denen etwa 152 Millionen Tonnen als wirtschaftlich abbaubar galten.

### Klima
Detk liegt in einer kühlgemäßigten Klimazone. Die Sommer sind warm, aber selten heiß. Die Winter sind kühl, wobei die Temperaturen meist knapp unterhalb des Gefrierpunktes liegen. Der wärmste Monat ist der Juli mit einer Durchschnittstemperatur von 20 °C, der kälteste der Januar mit einer Durchschnittstemperatur von −2,3 °C.
|                        | Jan  | Feb  | Mär  | Apr  | Mai  | Jun  | Jul  | Aug  | Sep  | Okt  | Nov | Dez  |   |      |
| Mittl. Temperatur (°C) | −2,3 | −0,1 | 4,8  | 10,2 | 15,4 | 18,3 | 20,0 | 19,6 | 15,1 | 9,5  | 3,2 | −0,8 | ⌀ | 9,5  |
| Mittl. Tagesmax. (°C)  | 1,0  | 4,0  | 10,3 | 16,2 | 21,4 | 24,3 | 26,4 | 26,2 | 21,4 | 15,0 | 6,7 | 2,1  | ⌀ | 14,6 |
| Mittl. Tagesmin. (°C)  | −5,0 | −3,5 | 0,1  | 4,8  | 9,6  | 12,8 | 14,2 | 13,7 | 9,9  | 5,2  | 0,3 | −3,2 | ⌀ | 4,9  |
|                        |      |      |      |      |      |      |      |      |      |      |     |      |   |      |
| Regentage (d)          | 4    | 4    | 4    | 7    | 8    | 9    | 8    | 6    | 6    | 5    | 6   | 5    | Σ | 72   |

| −5,0 |

| −3,5 |

| 0,1 |

| 4,8 |

| 9,6 |

| 12,8 |

| 14,2 |

| 13,7 |

| 9,9 |

| 5,2 |

| 0,3 |

| −3,2 |

| −5,0 |

| −3,5 |

| 0,1 |

| 4,8 |

| 9,6 |

| 12,8 |

| 14,2 |

| 13,7 |

| 9,9 |

| 5,2 |

| 0,3 |

| −3,2 |

## Geschichte
Die Gegend bei Detk war bereits während der magyarischen Landnahme besiedelt. Erstmals urkundlich erwähnt wurde Detk im Jahr 1261. Im 14. Jahrhundert war Detk ein Kirchspiel und lag günstig gelegen an einer wichtigen Handelsstraße. Während der Zeit der türkischen Besetzung im 16. Jahrhundert wurde Detk mehrmals entvölkert. Der heutige Ort Detk entstand in der zweiten Hälfte des 17. Jahrhunderts im Bereich der Kirche am Ostufer des Flusses Bene. Die Hauptstraße Detks, die Árpád útca, formte sich. Mitte des 19. Jahrhunderts wuchs Detk stark, die ersten Häuser in der heutigen Dobó István utca wurden errichtet. In den 1830er-Jahren lebten erstmals mehr als 1000 Menschen in Detk. Die Petőfi Sándor utca und die Dózsa György út im Osten Detks wurde in der zweiten Hälfte des 19. Jahrhunderts östlich des Friedhofes erschlossen und sind im Kataster des Jahres 1886 enthalten. Zu jener Zeit war dort unter anderem Weinbau vorgesehen.
1900 hatte Detk die Marke von 1600 Einwohnern überschritten. Nach der Einführung des Staatssozialismus wurde in Detk eine TSZ (magyarisches Pendant zur ostdeutschen LPG) gegründet. Mit der Industrialisierung der Stadt Gyöngyös einhergehend wanderten viele Bewohner Detks zu Beginn der zweiten Hälfte des 20. Jahrhunderts aus. In den 1960er-Jahren wurden die Braunkohlevorkommen bei Detk erschlossen und der Tagebau Visonta ging ab 1969 in den regulären Betrieb, was das Gesicht des Ortes nachhaltig änderte. Heute ist die Gegend um Detk vom Braunkohletagebau geprägt. 1972 wurde Detk mit dem Nachbarort Ludas zu einer Gemeinde zusammengeschlossen, und dann 1978 in den Ort Halmajugra eingegliedert. Zu jener Zeit wurde auch die öffentliche Verwaltung des Ortes Detk erweitert. Nach der Wende wurde Detk wieder eine eigenständige Gemeinde.

## Bevölkerung
| 1806                                  | 633   |
| 1830er-Jahre                          | 1000  |
| 1900                                  | 1600  |
| Zensus 1. Januar 1980                 | 1290  |
| Zensus 1. Januar 1990                 | 1236  |
| Zensus 1. Februar 2001                | 1241  |
| Zensus 1. Oktober 2011                | 1176  |
| Schätzung 1. Januar 2018              | 1161  |
| Quelle, sofern nicht anders angegeben | [ 8 ] |

Laut Zensus lebten 2011 in Detk 551 männliche und 625 weibliche Bewohner. 187 Einwohner waren jünger als 15 Jahre, 797 Einwohner 15–64 Jahre alt und 192 Einwohner älter als 64. 88,8 % der Einwohner waren Magyaren, 0,6 % Rumänen, 0,3 % Ukrainer, 0,2 % Deutsche, 0,5 % sonstige; 11,2 % machten keine Angaben zu ihrer Nationalität. 57,7 % der Einwohner waren römisch-katholischer Konfession, 8,6 % konfessionslos, 5,8 % Calvinisten, 0,9 % griechisch-katholisch, 1,1 % Anhänger sonstiger Kirchen; 25,9 % machten keine Angaben zu ihrem Glauben.

## Bauwerke
In Detk gibt es (Stand: 1. Januar 2018) 537 Gebäude, die meisten davon Wohnhäuser. Die Bausubstanz ist verhältnismäßig alt, nur wenige Häuser sind nach dem Zweiten Weltkrieg errichtet worden. In den 1960er- und 1970er-Jahren wurden moderne Häuser mit Satteldächern und zweigeschossige Familienhäuser errichtet, wobei die traditionelle Hausform in Detk weiterhin das Wohnhaus ohne erste Etage mit Walmdach ist. Im Ortskern befinden sich eine im Jahr 1799 errichtete römisch-katholische Kirche, die dem heiligen Georg geweiht ist, ein Kindergarten, eine Grundschule, ein Postamt, eine Apotheke, ein Rathaus, eine Polizeistation und ein Gemeindezentrum. Weiters gibt es in Detk kleine Gastronomiebetriebe und Lebensmittelgeschäfte. Der Ortskern Detks ist durch zahlreiche Denkmäler und Statuen sowie eine Parkanlage geprägt, im Norden des Ortes gibt es ein Gutshaus.

## Verkehr
Detk liegt nahe der Schnellstraße 3, die Budapest mit Miskolc verbindet. In Detk gibt es mehrere Bushaltestellen, unter anderem ist die Gemeinde an die Überlandbusverbindung Budapest – Gyöngyös – Eger angeschlossen. Im südlich gelegenen Ludas gibt es einen Anschluss an das ungarische Eisenbahnnetz.

## Externe Verlinkungen
- Internetpräsenz der Gemeinde Detk